# Na statku a v chaloupce
Na statku a v chaloupce je povídka českého spisovatele Vítězslava Hálka. Poprvé vyšla v roce 1871 v časopise Květy. Děj povídky se odehrává na českém venkově kolem poloviny 19. století a líčí příběh nelásky v bohatém selském statku a upřímných srdcí v prosté chaloupce. Název knihy je odvozen od obydlí, ve kterých postavy žijí a kde se příběh odehrává. 

## Děj
Povídka začíná popisem chaloupky, ve které nikdo nebydlí a je všem na očích. Jednoho dne se do této chaloupky nastěhuje muž, kterému lidé začnou říkat Sejc, se svým synem Jírou a psem Vořechem. Lidé se jich bojí a vyhýbají se jim. Sejc ale učí svého syna Jíru milovat přírodu, a proto Jíra brzy o všem mnohé ví, ale o lidech neví téměř nic. Jednou večer se otec s Vořechem vydají na lov do lesa a Jíra zůstane sám doma. Zanedlouho se však Vořech vrátí bez otce, Jíra ví, že je to špatné znamení a vydá se za Vořechem, který ho dovede k mrtvému otci. Jíra ho pohřbí, ze dřeva mu vyřeže kříž a vydá se s Vořechem do světa.
Dojde do nedaleké vesnice, kde na lavičce sedí dívka Lenka, se kterou se seznámí. Jíra se jí svěří, že nemá otce a Lenka mu na to odpoví, že zase nemá maminku. Lenčin otec si nechá Jíru jako pasáčka. Všichni si ho oblíbí včetně dědečka, který žije s nimi. Jednoho dne se všichni dozvědí, že se sedlák bude ženit a dědeček má zlé předtuchy.
Když nová selka přijede na statek, srovnávají ji s Lenčinou maminkou. Selka chce, aby jí Lenka políbila ruku, ale ta odmítne. Když jí to však řekne Jíra, tak poslechne. Selka se tomu diví, začne se do Jíry navážet a pozná, že by mohl ohrozit její autoritu. Sedlák začne selku poslouchat a kvůli tomu zapomíná na Lenku. Všechno se zhorší, když se jim narodí chlapec. Lenka s Jírou najdou rodinný deník, který ukáže, že chaloupka, les i statek patří Klímům, tedy Jírově rodině. Nakonec Jíra odchází ze statku a vrací se zpět do chaloupky, kterou zvelebí řezbářstvím. Lenka uteče za Jírou do chaloupky a vezmou se.
Dědeček po Lenčině odchodu řekne sedlákovi, jak strašně se choval ke své dceři a že utekla kvůli němu. Sedlák si to uvědomí a začne Lenku hledat, ale když ji nenajde, začne to dávat za vinu selce, která pozná, že nemá na statku žádnou moc, a proto uteče ke své matce a své dítě nechá na statku.
Jíra s Lenkou jdou po svatbě do statku oznámit, že jsou manželé. Všichni se usmíří, žijí střídavě na statku a v chaloupce. Selka se po nějaké době vrátí, když ale vidí, jak si všichni žijí šťastně, závidí, spadne ze srázu a zabije se.

## Interpretace

### Přijetí díla
Povídka vyšla poprvé v roce 1871, kdy byla nejdříve vydávána časopisecky v Květech. V roce 1873 vyšla povídka knižně v Ottově Laciné knihovně národní, právě toto knižní vydání kladně ocenil František Zákrejs v Osvětě, Josef Svatopluk Machar ji označil za jednu z nejlepších prozaických prací. I v pozdější době patřila k Hálkovým nejvydávanějším prózám. Dílo bylo intenzívně čteno a přijímáno především mládeží.

### Zasazení díla
Na rozdíl od většiny Hálkových próz je příběh „Na statku a v chaloupce“ zasazen na konkrétní, existující místo – do domu č. p. 18 ve vsi Kopeč na sever od Prahy, tři kilometry od autorova rodného Dolínku. Venkovské prostředí, které člověka očišťuje a vede k prosté kráse, je úzce svázáno s myšlenkami Jeana Jacquesa Rousseaua. Významnou roli hrají především úvahy ze spisu Rozprava o původu nerovnosti mezi lidmi (1775).

### Vliv pohádky
Obměňuje se zde motiv selské pýchy, nadutosti a necitelnosti selky, která byla zlá na nevlastní dceru, která kvůli tomu utekla z domu. V povídce je úmyslné znázornění střetu dobra a zla, ani v závěru nekončí idylicky. Dějová osnova této povídky se některými rysy blíží žánru pohádky. Jíra svým jménem i schopnostmi připomíná Jiříka, který rozuměl řeči zvířat z Erbenovy pohádky O Zlatovlásce. Jeho i Lenčiným nepřítelem je zlá macecha, která žárlí na Lenčinu krásu jako zlá královna v pohádce Sněhurka a sedm trpaslíků. Podobně jako ona dočasně získá na svou stranu sedláka a oba vyžene ze statku. Pohádkové rysy má i závěr a vítězství spravedlnosti. Sedlák Líska má šanci se napravit, protože je v jádru dobrý člověk, ale macecha porušila zákon mateřství, a proto umírá pádem ze srázu u chaloupky. Chaloupka a statek představují dva odlišné způsoby lidské existence, mezi kterými ale nemusí být zásadní rozpor. Opuštěná chaloupka u břehu Vltavy je zpočátku líčena jako místo tajemné a potencionálně nebezpečné až děsivé. Proto ji vypravěč v úvodu nazývá chatrčí a postupně přechází k označení chaloupka, když v ní začnou bydlet Jíra se svým otcem. Později se do této chaloupky vrátí Jíra i s Lenkou, když utečou ze statku. Jíra ji vyzdobí svým řezbářským uměním natolik, že ji Lenka zpočátku ani nepoznává, jako by byla proměněna nějakým kouzlem.
Vladimír Macura se tímto přerodem zabýval ve svých úvahách o zakladatelských mýtech českého národního obrození. Chaloupka má podle něj u Hálka až posvátný náboj. Jde o „symbolickou stavbu češství“, starobylé sídlo Jednoty bratrské, u nějž se ústřední dvojice bez kněze vzájemně zaslíbí „v chrámu přírody“.